# Đặng Tuyết Em
 Đặng Tuyết Em (sinh năm 1960) là một chính khách Việt Nam. Bà từng là Phó Bí thư thường trực Tỉnh ủy, Chủ tịch Hội đồng nhân dân tỉnh Kiên Giang khóa IX, nhiệm kỳ 2016–2021.

## Lý lịch và học vấn
Đặng Tuyết Em sinh ngày 28 tháng 11 năm 1960, quê quán xã Thạnh Yên A, huyện U Minh Thượng, tỉnh Kiên Giang;
Ngày vào Đảng Cộng sản Việt Nam: 6/6/1983;
Trình độ chuyên môn: Cử nhân Luật; Thạc sỹ Triết học; Tiếng Anh trình độ B;
Lý luận Chính trị: Cử nhân

## Sự nghiệp
Đặng Tuyết Em từng là Trưởng Ban Tuyên giáo Tỉnh ủy Kiên Giang nhiệm kỳ 2010 - 2015, Phó Chủ tịch Ủy ban nhân dân tỉnh, đại biểu Hội đồng nhân dân tỉnh Khoá VIII nhiệm kỳ 2011-2016.
Ngày 7/7/2015, tại kỳ họp thứ 15, Hội đồng nhân dân tỉnh Kiên Giang khóa VIII đã bầu bà Đặng Tuyết Em, Phó Bí thư Thường trực Tỉnh ủy, Phó Chủ tịch Ủy ban nhân dân tỉnh làm Chủ tịch Hội đồng nhân dân tỉnh Kiên Giang nhiệm kỳ 2011-2016.
Chiều ngày 17/10/2015, Đại hội đại biểu Đảng bộ tỉnh Kiên Giang lần thứ X, đã bầu Đặng Tuyết Em, Phó Bí thư Tỉnh ủy khóa IX, tái đắc cử Phó Bí thư Tỉnh ủy khóa X, nhiệm kỳ 2015 - 2020.
Sáng ngày 1/7/2016, tại kỳ họp thứ nhất Hội đồng nhân dân tỉnh Kiên Giang khóa IX, nhiệm kỳ 2016-2021, đã bầu Đặng Tuyết Em, Phó Bí thư Thường trực Tỉnh ủy, Chủ tịch Hội đồng nhân dân tỉnh Kiên Giang khóa VIII tiếp tục được giữ chức vụ Chủ tịch Hội đồng nhân dân khóa IX, nhiệm kỳ 2016 - 2021, với tỷ lệ 98,41% phiếu bầu.